# Sindre Rekdal
Sindre Rekdal (Molde, 16 luglio 1970) è un ex calciatore norvegese, di ruolo centrocampista.

## Biografia
È il fratello di Kjetil Rekdal.

## Carriera

### Club
Rekdal debuttò nella 1. divisjon il 3 luglio 1988, nel pareggio per 2-2 contro il Vålerengen. Il 21 giugno 1992 segnò la prima rete, nella vittoria per 3-2 contro il Brann. Successivamente, giocò in Belgio per l'Eendracht Aalst, per il Dender e nuovamente per l'Eendracht Aalst.
Nel 2003 tornò al Follo, dove totalizzò 13 apparizioni nella prima squadra, senza mai andare a segno: ricoprì anche l'incarico di allenatore, in tandem con Erland Johnsen.